# Tina Möller-Monell
Tina Möller-Monell, född Kerstin Birgitta Möller 28 januari 1943 i Sankt Matteus församling i Stockholm, död 20 augusti 2010 i Högsbo i Göteborg, var en svensk sångare och skådespelare.
Hon är begravd på Norra begravningsplatsen utanför Stockholm.

## Filmografi
- 1975 – Champagnegalopp
- 1979 – Charlotte Löwensköld
- 1995 – En på miljonen
- 1997 – Svart och vit

## Teater

### Roller (ej komplett)
| År   | Roll          | Produktion                                                    | Regi        | Teater        |
| ---- | ------------- | ------------------------------------------------------------- | ----------- | ------------- |
| 1968 |               | Spelman på taket Joseph Stein, Jerry Bock och Sheldon Harnick | Leon Feder  | Stora Teatern |
| 1968 | Carol Melkett | Black Comedy Peter Shaffer                                    | Hasse Ekman | Intiman       |